# Crawshaw (Nouvelle-Zélande)
Crawshaw  est une banlieue dense de la région de Waikato, dans l’Île du Nord de la Nouvelle-Zélande

## Situation
Elle située tout près du dépôt de chemin de fer de Te Rapa, à l’ouest d’Hamilton et couvre, dans le cadre du recensement de 2018, un secteur de 0,86 km2.

## Gouvernance
Bien qu’elle soit parfois considérée comme une banlieue à part entière, elle est souvent décrite comme faisant partie de Nawton, ,
La partie sud de la banlieue se développa à partir de 1913,, mais le nord ne se développa qu'en 1960 et en 1970.
Les propriétés de Housing New Zealand (en), louées par des familles à faibles revenus représenteraient la majorité des habitations.
Le parc Crawshaw fut créé entre 1979 et 1985. Il couvre 3,1 ha, comprend quelques vestiges de kahikateas et constitue un maillon d'une chaîne verte traversant Mooney Park, Bishops Lane Reserve, Crawshaw Park and Dominion Park.

## Démographie
Crawshaw avait une population de 3249 habitants lors du recensement de 2018, en augmentation de 360 personnes (soit 12,5 %) depuis celui de 2013, et 357 personnes (soit 12,3 %) depuis 2006.
Il y a 960 foyers.
Il y avait 1593 hommes et 1656 femmes, donnant un sexe-ratio de 0,96 homme pour une femme.
L’âge médian était de 26,9 ans avec 957 personnes (soit 29,5 %) âgées de moins de 15 ans, 873 personnes (soit 26,9 %) âgées de 15 à 29 ans, 1227 personnes (soit 37,8 %) âgées de 30 à 64 ans, et 192 personnes (soit 5,9 %) âgées de 65 ans ou plus.
L’ethnicité était pour 52,0 % européens/Pakeha, 50,2 % Maoris, 11,8 % peuples du Pacifique, 8,3 % originaires d’Asie, et 2,9 % d’une autres ethnicité (le total peut faire plus de 100 % dans la mesure où les personnes peuvent s’identifier avec de multiples ethnicités selon leur parenté).
La proportion de personnes nées outre-mer était de 13,9 %, comparée avec les 27,1 % au niveau national.
Bien que certaines personnes refusent de donner leur opinion religieuse, 55,7 % disent n’avoir aucune religion, 28,9 % disent être chrétiens, 3,0 % sont hindouistes, 1,1 % sont musulmans, 0,6 % sont bouddhistes et 4,8 % ont une autre religion.
Parmi ceux qui ont au moins 15 ans, 207 personnes (soit 9,0 %) ont une licence ou un niveau supérieur et 552 personnes (soit 24,1 %) n’ont aucune qualification formelle.
Le revenu médian était de 23 800 $.
Le statut d’emploi des personnes de plus de 15 ans était pour 1092 personnes (soit 47,6 %) un emploi à plein temps, pour 264 personnes (soit 11,5 %) était un emploi à temps partiel et 243 personnes (soit 10,6 %) étaient sans emploi .
La zone de recensement (en) de Crawshaw a vu l'ajout d'un bloc de 25 maisons de Nawton East en 2018
La population a augmenté d’environ un quart de 1996 à 2018.
Elle est plus pauvre et plus jeune que la moyenne de 37,4 années au niveau national, avec plus du double de la moyenne maorie de Hamilton (23,7 %).
La table ci-dessous utilise les données de l’ancienne et légèrement plus petite zone de recensement.
| année | Population    | âge moyen | foyers | revenus médians | revenus médians au niveau national |
| ----- | ------------- | --------- | ------ | --------------- | ---------------------------------- |
| 1996  | 2 541         |           | 780    |                 |                                    |
| 2001  | 2 874         | 24,7      | 897    | 16 100 $        | 18 500 $                           |
| 2006  | 2 838         | 25,3      | 912    | 21 900 $        | 24 100 $                           |
| 2013  | 2 796 (2 889) | 26,1      | 906    | 22 600 $        | 27 900 $                           |
| 2018  | 3 249         | 26,9      | 963    | 23 800 $        | 31 800 $                           |

## Éducation
L’école de Crawshaw est une école mixte primaire allant des années 1 à 8, avec un effectif de 294 élèves en mars 2020.
L’école a ouvert en 1988.